# Lithobius rushovensis
Lithobius rushovensis är en mångfotingart som beskrevs av Matic 1967. Lithobius rushovensis ingår i släktet Lithobius och familjen stenkrypare. Inga underarter finns listade i Catalogue of Life.